# Janina Dłuska
Janina Dłuska (ur. 1899 w Kursku, zm. 8 czerwca 1932 w Wilnie) – polska artystka malarka, projektantka i dekoratorka.

## Życiorys

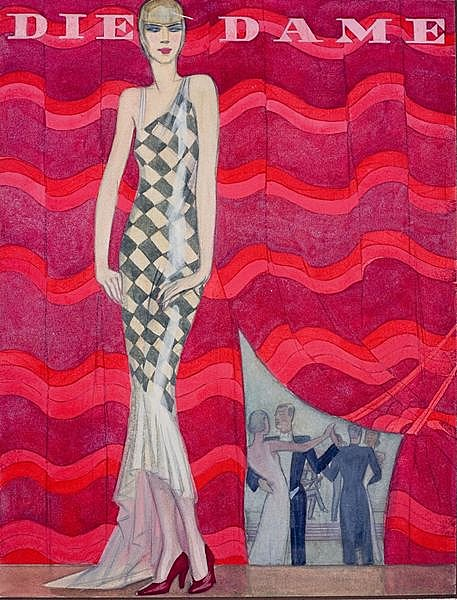
Projekt okładki do czasopisma Die Dame autorstwa Janiny Dłuskiej, lata 20. XX w.

Edukację rozpoczęła w rodzinnym Kursku, szkołę średnią ukończyła w Krakowie, tam też uczestniczyła w Wyższych Kursach dla Kobiet im. Adriana Baranieckiego, następnie ukończyła studia na Akademii Sztuk Pięknych w Moskwie z dyplomem artysty malarza. Po odzyskaniu przez Polskę niepodległości, w 1919 powróciła do kraju i podczas wojny polsko-bolszewickiej służyła jako sanitariuszka w Ochotniczej Legii Kobiet. Po wojnie podjęła pracę jako nauczycielka rysunku w żeńskim seminarium nauczycielskim w Lublinie. W 1922 wyjechała do Monachium, gdzie studiowała na tamtejszej Akademii Sztuk Pięknych przez 3 lata, następnie studiowała w Paryżu. Specjalizowała się w akwareli portretowej w stylu art déco. W swojej karierze pracowała dla takich pism jak Vogue czy Die Dame i Elegante Welt.
W 1931 powróciła do Polski i osiedliła się w Wilnie. Zainteresowała się lotnictwem, działając w Aeroklubie Wileńskim, w którym była członkiem zarządu. Ukończyła teoretyczny kurs pilotażu i miała rozpocząć praktyczne szkolenie szybowcowe, lecz 8 czerwca 1932 zginęła w katastrofie lotniczej na Porubanku. Pochowana na cmentarzu Bernardyńskim w Wilnie.
Siostra Marii Dłuskiej, językoznawcy z Uniwersytetu Jagiellońskiego. Maria Dłuska podarowała w 1954 Muzeum Narodowemu część spuścizny artystycznej siostry.